# Sorge (Ilmenau)
Sorge ist eine zum Ortsteil Pennewitz der Stadt Ilmenau im Ilm-Kreis in Thüringen gehörende Wohnsiedlung.

## Lage
Zwischen den Vorbergen südlich von Langewiesen und den Beginn des Thüringer Waldes nördlich von Großbreitenbach liegt der Ortsteil Sorge am westlichen Rand von Pennewitz an der Bundesstraße 88 in einem muldenförmigen höher gelegenen Tal. Die Flur wird entsprechend der Höhenlage landwirtschaftlich genutzt.

## Geschichte
Im Jahr 1856 wurde der Ortsteil erstmals urkundlich genannt. Mit der Eingemeindung von Pennewitz kam Sorge am 6. Juli 2018 zur Stadt Ilmenau.